# Tashkent Challenger 2010
Il Tashkent Challenger 2010 è un torneo professionistico di tennis maschile giocato sul cemento, che faceva parte dell'ATP Challenger Tour 2010. Si è giocato a Tashkent in Uzbekistan dal 12 al 17 ottobre 2010.

## Partecipanti

### Teste di serie
| Nazionalità | Giocatore             | Ranking* | Testa di serie |
| ----------- | --------------------- | -------- | -------------- |
| Germania    | Rainer Schüttler      | 84       | 1              |
| India       | Somdev Devvarman      | 97       | 2              |
| Portogallo  | Frederico Gil         | 101      | 3              |
| Giamaica    | Dustin Brown          | 115      | 4              |
| Slovacchia  | Karol Beck            | 127      | 5              |
| Russia      | Konstantin Kravčuk    | 130      | 6              |
| Lussemburgo | Gilles Müller         | 159      | 7              |
| Austria     | Andreas Haider-Maurer | 162      | 8              |

- Ranking al 4 ottobre 2010.

### Altri partecipanti
Giocatori che hanno ricevuto una wild card:
- Farruch Dustov
- Murad Inoyatov
- Sergej Šipilov
- Vaja Uzakov
- Noam Okun (alternate)

Giocatori passati dalle qualificazioni:
- Rameez Junaid
- Ante Pavić
- Vasek Pospisil
- Clément Reix

## Campioni

### Singolare
Karol Beck ha battuto in finale  Gilles Müller con il punteggio di 6(4)–7, 6–4, 7–5

### Doppio
Ross Hutchins /  Jamie Murray hanno battuto in finale  Karol Beck /  Filip Polášek con il punteggio di 2–6, 6–4, [10–8]